# 1591
1591 (MDXCI) byl rok, který dle gregoriánského kalendáře započal úterým.

## Události
- Povstání protestantů v městě Chomutově proti Jiřímu Popelu z Lobkovic, jenž usiloval o katolizaci města.
- Songhajská říše podléhá útokům Maroka, které si říši podrobuje.

### Probíhající události
- 1562–1598 – Hugenotské války
- 1568–1648 – Osmdesátiletá válka
- 1568–1648 – Nizozemská revoluce
- 1585–1604 – Anglo-španělská válka
- 1589–1594 – Obléhání Paříže
- 1590–1600 – Povstání Jang Jing-lunga

## Narození
Česko
- 27. března nebo 9. dubna – Jiří Třanovský, český a slovenský spisovatel a evangelický kněz († 29. května 1637)

Svět
- 12. ledna – Jusepe de Ribera, španělský malíř († 2. září 1652)
- 8. února – Giovanni Francesco Barbieri, italský malíř († 22. prosince 1666)
- 21. února – Girard Desargues, francouzský matematik, architekt a inženýr († říjen 1661)
- 25. února – Friedrich Spee, německý jezuita, spisovatel a básník († 7. srpna 1635)
- 11. března – Isabela Savojská, savojská princezna († 28. srpna 1626)
- 15. března – Alexandre de Rhodes, francouzský misionář ve Vietnamu († 5. listopadu 1660)
- 28. března – William Cecil, 2. hrabě ze Salisbury, anglický vojevůdce a šlechtic († 3. prosince 1668)
- 11. dubna – Bartholomäus Strobel, slezský barokní malíř († ?)
- 1. května – Johann Adam Schall von Bell, německý misionář působící v Číně († 15. srpna 1666)
- 28. srpna – Jan Kristián Břežský, lehnický a břežský kníže († 25. prosince 1639)
- 23. září – Michael Lohr, německý skladatel († 17. února 1654)
- 29. září – Svatý Michael de Sanctis, španělský římskokatolický světec († 10. dubna 1625)
- 2. října – Markéta Gonzaga, vévodkyně lotrinská († 7. února 1632)
- ? – Ondřej Bobola, polský jezuitský kněz, misionář a mučedník († 16. května 1657)

## Úmrtí
Česko
- 18. července – Jacobus Gallus, hudební skladatel (* 3. července 1550)
- ? – Bavor Rodovský mladší z Hustiřan, český šlechtic a alchymista (* 1526)
- ? – Eva z Rožmberka, česká šlechtična (* 12. dubna 1537)

Svět
- 15. února – Hidenaga Hašiba, japonský vojevůdce (* 8. dubna 1540)
- 25. května – Carevič Dimitrij Ivanovič, syn cara Ivana Hrozného (* 29. října 1582)
- 22. května– Antonio Abondio, italský medailér (* 1538)
- 21. června – Svatý Alois Gonzaga, patron studentů a mládeže (* 9. března 1568)
- 22. července – Veronica Franco, italská básnířka, kurtizána, feministka, filantropka, milenka francouzského krále Jindřicha III. (* 25. března 1546)
- 23. srpna – Luis de León, španělský teolog a básník (* 1527)
- 16. října – Řehoř XIV., papež (* 11. února 1535)
- 14. prosince – Svatý Jan od Kříže, katolický mystik (* 24. června 1542)
- 30. prosince – Inocenc IX., papež (* 20. července 1519)

## Hlavy států
- České království – Rudolf II.
- Svatá říše římská – Rudolf II.
- Papež – Řehoř XIV. – Inocenc IX.
- Anglické království – Alžběta I.
- Francouzské království – Jindřich IV.
- Polské království – Zikmund III. Vasa
- Uherské království – Rudolf II.
- Osmanská říše – Murad III.
- Perská říše – Abbás I. Veliký